# St.-Johannes-Evangelist-Kirche (Bartoszyce)

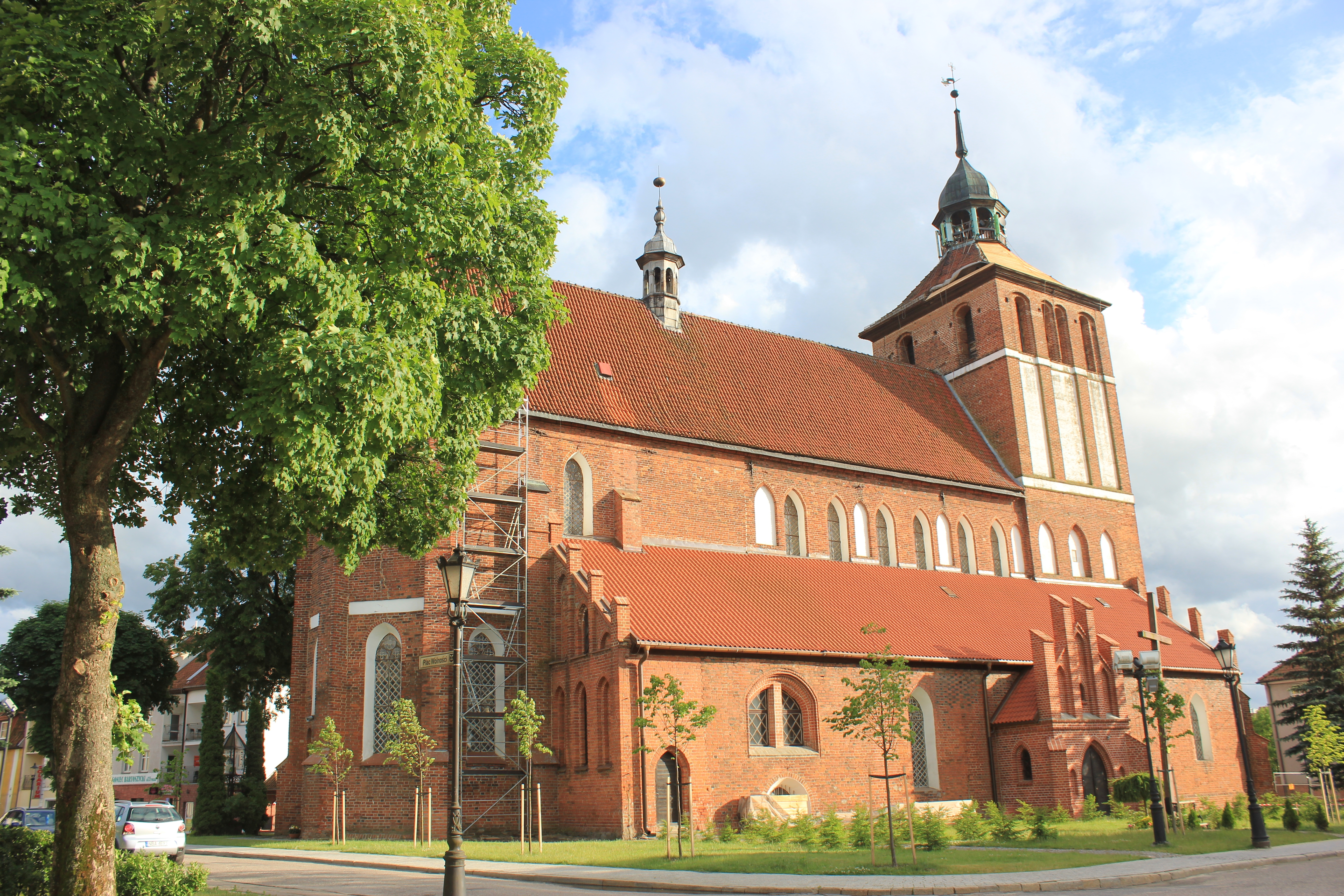
St.-Johannes-Evangelist-Kirche in Bartoszyce

Die Kirche des Evangelisten Johannes und der Gottesmutter von Tschenstochau (polnisch Kościół św. Jana Ewangelisty i Matki Boskiej Częstochowskiej) ist eine römisch-katholische Pfarrkirche in Bartoszyce in der polnischen Woiwodschaft Ermland-Masuren. Sie war bis 1945 evangelische Stadtkirche in Bartenstein in Ostpreußen. Sie steht als polnisches Baudenkmal unter Denkmalschutz.
Sie ist zu unterscheiden von der benachbarten Kirche St. Johannes der Täufer, bis 1945 Johanniskirche.

## Geschichte
Die Kirche wurde 1332 als einfacher Saalbau fertiggestellt, diese Jahreszahl ist in einem Schlussstein im Chor festgehalten. Von 1345 ist die erste schriftliche Erwähnung erhalten. Zwischen 1360 und 1380 wurde sie zu einer dreischiffigen Basilika umgebaut. 1487 wurde die Kirche nach Umbauten erneut geweiht.
1525 wurde sie nach Einführung der Reformation evangelisch, nachdem einem ersten evangelischen Prediger vorher zunächst noch eine Tätigkeit verwehrt worden war. 1642/43 fanden weitere Umbauarbeiten statt.
Im Zweiten Weltkrieg wurde das Gebäude durch Granatbeschuss erheblich beschädigt. Von 1945 bis 1958 wurde es umfangreich restauriert und 1959 der römisch-katholischen Kirche als Pfarrkirche übergeben.

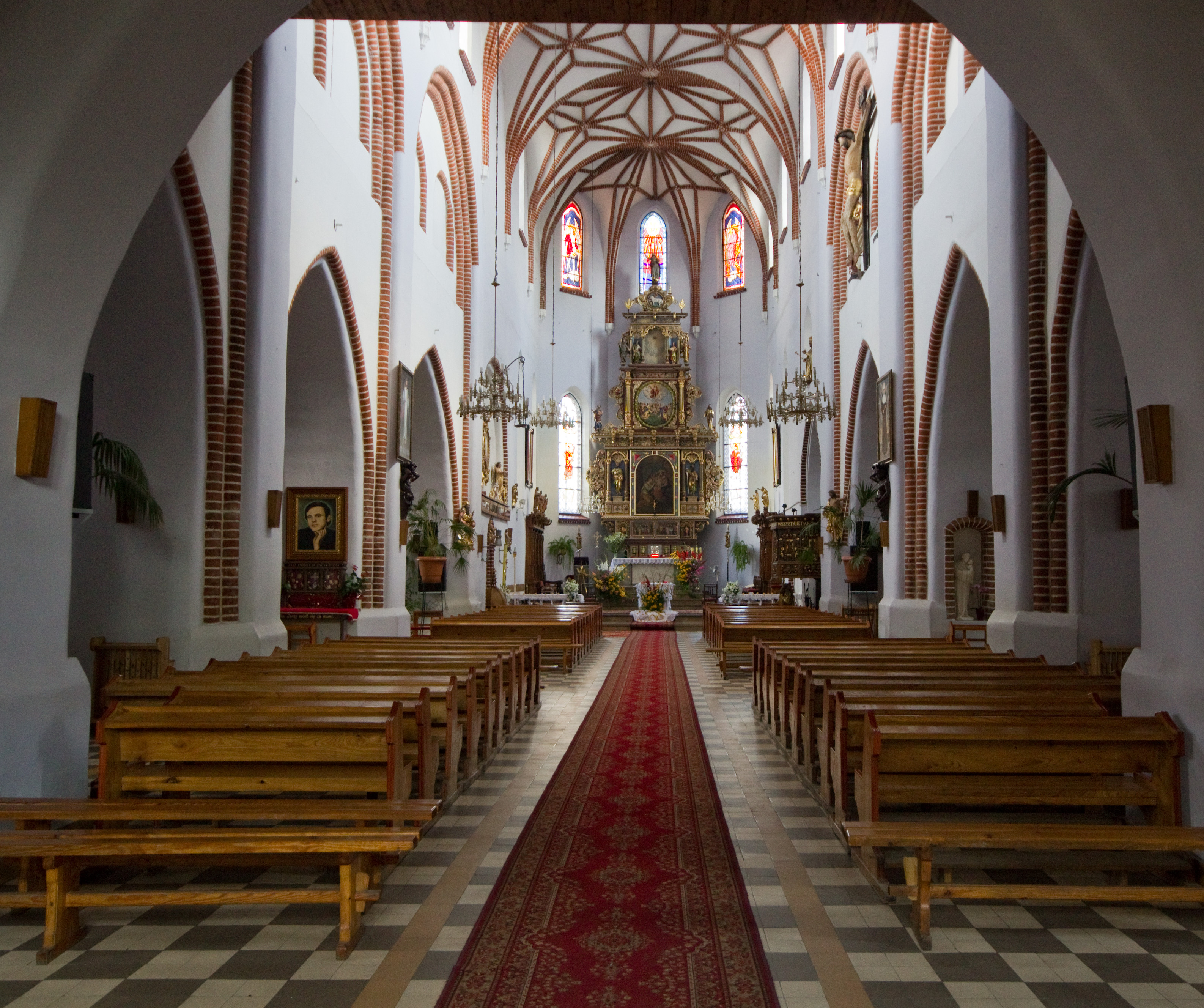
Innenansicht

## Architektur
Die Kirche ist eine dreischiffige und dreijochige Basilika, eine der wenigen Kirchen diesen Bautyps im ehemaligen Ordenslande, die zwischen 1360 und 1380 gebaut wurde. Südlich sind Kapellen von etwa 1400 und eine Taufkapelle von 1642 angebaut, daneben eine Sakristei.
Die Obergadenfenster des Langhauses sind von Blenden flankiert, die Seitenschiffswände dagegen ungegliedert. 
An der Nord- und Südseite gibt es Portale von 1360/80, im Norden mit Figuren der heiligen Margarethe und der heiligen Katharina aus geschnittenem Ton. Im Inneren ist das Mittelschiff mit dem Chor verschmolzen. Über den niedrigen Arkaden ist eine aufgeblendete Triforiumszone angebracht, beide sind von gestuften Blendarkaden überfangen.
Der polygonale Chor ist dreijochig und gewölbt und ist von Strebepfeilern gestützt. Die obere Zone des Chors wurde in einem zweiten Bauabschnitt hinzugefügt, was eine deutlich erkennbarer Vertikalfuge belegt. 
Der in das Langhaus eingestellte, nur leicht nach außen vortretende Turm ist dreigeschossig, und wurde nach mehrmaligen Umbauten 1732 fertiggestellt. Das mehrfach gestufte und kräftig profilierte Westportal von segmentbogigen Nischen und niedrigen Strebepfeilern flankiert. Das erste Obergeschoss hat schmale Spitzbogenblenden, die der Obergadenzone am Langhaus folgend. Das hohe zweite Obergeschoss hat jeweils drei Blenden auf jeder Seite.
Im Inneren wurde ein Vorbau um 1400 und im Westen eine Vorhalle mit Sterngewölbe und großem Eingangsportal am Ende des 15. Jahrhunderts eingebaut. Die Gewölbe im Inneren sind von vor 1487, die Sakramentsnische im Südosten von 1643.

## Ausstattung
Der Altaraufsatz von 1611 wurde aus der Deutschen Kirche in Tilsit hierher überführt, ein Marmorflachrelief von 1858 von August Wittig kam aus der Schlosskapelle in Dönhofstädt. Der ursprüngliche Bartensteiner Altar von 1650 wurde 1945 fast vollständig zerstört, Reste befinden sich in der Burg Lidzbark (Heilsberg) und im Museum in Olsztyn (Allenstein). Ein großes Kruzifix von etwa 1500 als einheimische Arbeit unter Einfluss von Bernt Notke ist ebenfalls erhalten. Es stand ursprünglich auf dem Triumphbalken.
An den Seitenwänden finden sich mittelalterliche Terrakottareliefs mit Heiligendarstellungen. Zwei Beichtstühle von 1638 und ein Teil der Taufschale sind ebenfalls aus der Deutschen Kirche in Tilsit. Weitere erhaltene Teile der ursprünglichen Bartensteiner Ausstattung befinden sich in der Burg Heilsberg.
Die Orgel wurde um 1968 neu erbaut, an Stelle der zerstörten Barockorgel von 1650, die von dem Elbinger Orgelbauer Johann Werner geschaffen worden war und deren Prospekt als einer der schönsten in Ostpreußen galt.

## Strukturen

### Gegenwart
Dekanat Bartoszyce
Zum Dekanat Bartoszyce im Erzbistum Ermland gehören die Pfarreien:
| - Bartoczyce, St. Johannes Evangelist - Bartoszyce, St. Johannes der Täufer - Bartoszyce, St. Brun - Bartoszyce, St. Bruder Albert - Bezledy (Beisleiden) | - Galiny (Gallingen) - Lipica Lindenau) - Lwowiec (Löwenstein - Sątoczno (Leunenburg) - Sępopol (Schippenbeil). |

### Bis 1945

#### Kirchspiel der Stadtkirche
Die evangelische Stadtpfarrkirche gehörte wie die benachbarte Johanniskirche zum Kirchenkreis Bartenstein (vorher Kirchenkreis Friedland) in der Kirchenprovinz Ostpreußen der Evangelischen Kirche der Altpreußischen Union.
Zum Kirchspiel der evangelischen Stadtpfarrkirche in Bartenstein gehörten bis 1945 folgende Orte:
- Aßmanns (Witki)
- Brostkersten (Brzostkowo)
- Buchau (Bukowo)
- Eichenbruch (Dębówko)
- Erdmannshof (Okopa)
- Ernsthof [Stadt Bartenstein] (Ceglarki)
- Ernsthof [Kreis Bartenstein] (Lipina)
- Fuchshöfen (Lisówka)
- Glittehnen (Glitajny)
- Groß Schwaraunen (Szwaruny)
- Hermenhagen (Osieka)
- Hilff (Gile)
- Karlshof (Karolewka)
- Kinkeim (Kinkajmy)
- Klein Schwaraunen (Szwarunki)
- Kraftshagen (Krawczyki)
- Laurienen (Wawrzyny)
- Losgehnen (Lusiny)
- Mekienen (Mekiny)
- Mielitzfelde (Milicz)
- Nohnen (Nuny)
- Passarien (Pasaria)
- Passarienhof (Pasarka)
- Perkuiken (Perkujky)
- Plensen (Plęsy)
- Pöhnen (Pieny)
- Polenzhof (Połęcze)
- Rothgörken (Czerwona Górka)
- Sandlack (Sędławki)
- Talowo (Tałowo)
- Tromitten (Tromity)
- Wiesenthal
- Wilhelminenhof (Wiloszyn)
- Wordommen (Wardomy)

#### Pfarrer
Seit 1525 gab es  an der Stadtpfarrkirche zwei Pfarrer:
- Heinrich Schmidt, 1525–1528
- Georg Baumgart, 1531–1535
- Nicolaus Naphius, 1534/1535
- Valentin Hagius, 1535–1545
- Valentin Büge, 1545–1559
- Alexius Pohl, 1558–1569
- Vitus Neuber, 1560–1561
- Georg Junghenlein, 1562–1597
- Johann Clarus, 1568–1573
- Georg Kramme, 1573–1577
- Andreas Weidenmajer, 1577
- Liborius Körner, 1577
- Matthias Cocus, 1577–1588
- Valentin Damerow, 1588–1590
- Johann Busse, 1590–1602
- Balthasar Adolphi, 1597–1616
- Valentin Rinck, 1602
- Lucas Bilang, 1603–1622
- Friedrich Heilsberger, 1616–1644
- Matthias Mesemann, 1622–1647
- Hieronymus Ernesti, 1644–1657
- Peter Studemann, 1647–1659
- Christoph Colbe, 1657
- Bernhard Reimann, 1658–1667
- Elias Geisler, 1659–1665
- Christian Hagen, 1665–1703
- Jacob Sahm, 1667–1673
- Martin Babatius, 1674–1719
- Johann Caspar Cassenbruch, 1703–1718
- Davod Vogel, 1712–1713
- Heinrich Wegner, 1717–1734
- Anton O. Schwerdfeger, 1718–1735
- Reinhard Friedrich Bornmann, 1734–1747
- Wilhelm Ludwig Geisler, 1736–1740
- Johann Christoph Wichert, 1740–1769
- Wilhelm Ludwig List, 1747–1795
- Johann Heinrich Behrent, 1769–1775
- Matthias Friedrich Rücker, 1775–1801
- August Karl Wilhelm Werner, 1795–1799
- Johann Friedrich Nachtigal, 1799–1834
- Wilhelm Gottl. Keber, 1802–1821
- Johann Gottlob Behnisch, 1822–1838
- Johann August Leopold Müller, 1834–1848
- August von Wegnern, 1838–1848
- Friedrich Wilhelm Sommer, 1848–1885
- Carl Leopold Woike, 1849–1852
- Carl August Thal, 1852–1856
- Friedrich August Hasse, 1856–1865
- Friedrich Adolph Günter, 1865–1867
- Gustav Adolf Korsch, 1867–1884
- Ernst Wuilhelm Fischer, 1885–1896
- Paul Ernst C. Wundsch, 1886–1923
- Ad. Heinrich Em. Henschke, 1897–1908
- Paul Ernst Albert Nietzki, 1908–1927
- Emil Ferdinand Renkewitz, 1924–1935
- Arthur Bruno Pokern, 1927
- Wilhelm Feist, 1928–1945
- Max Danowski, 1936–1945

#### Kirchenbücher
Die Kirchenbücher der beiden Bartensteiner Pfarreien liegen bis auf wenige Ausnahmen im Evangelischen Zentralarchiv in Berlin-Kreuzberg:
- Taufen: 1644 bis 1944
- Trauungen: 1652 bis 1944
- Beerdigungen: 1765 bis 1944
- Konfirmationen: 1735 bis 1935
- Abendmahlsteilnehmer: 1838 bis 1941.